# Windenergie in Schweden

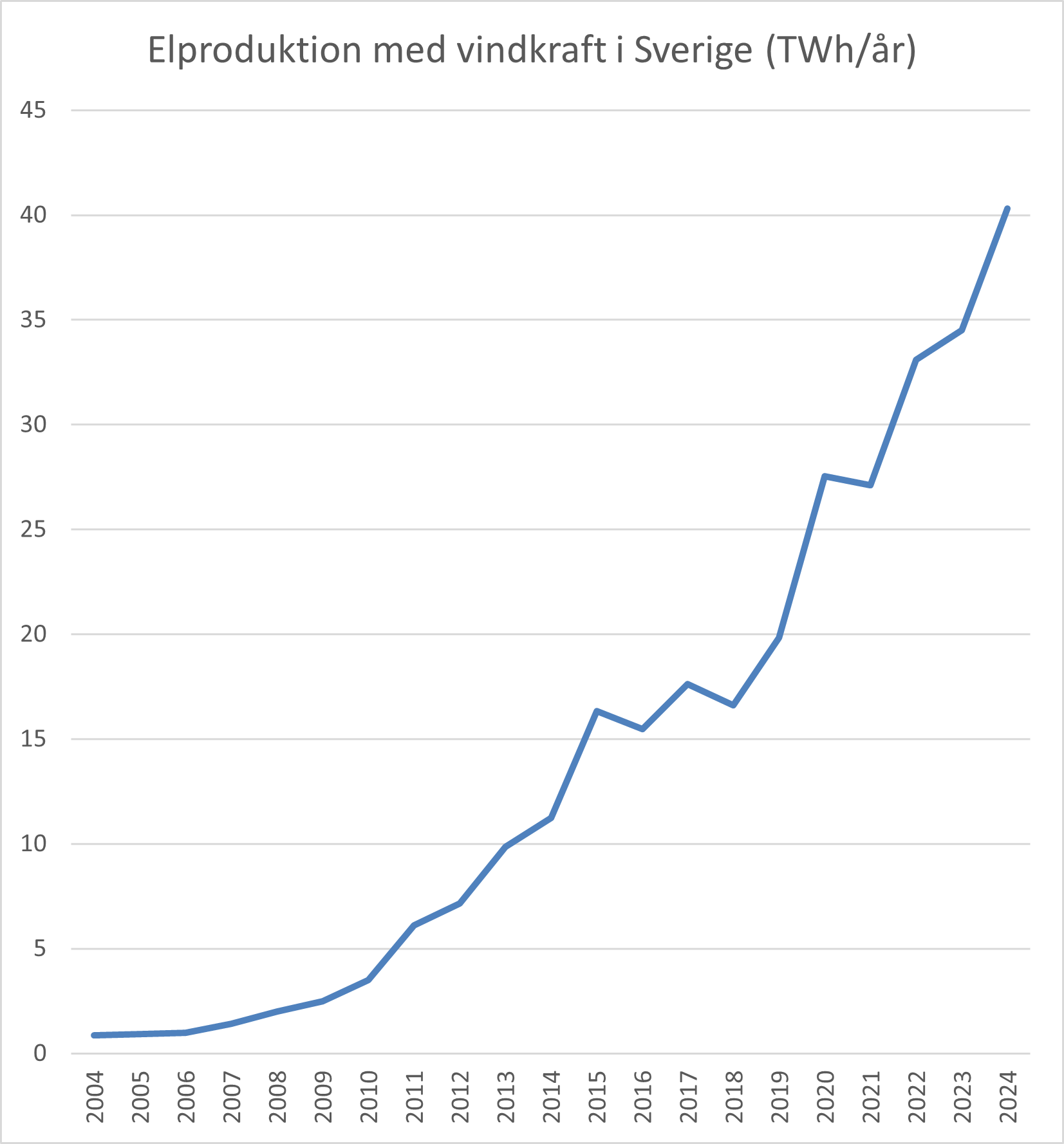
Stromerzeugung in Schweden mit Windkraft (TWh/Jahr) 2004-2024

Die Windenergie in Schweden spielt eine bedeutende Rolle bei der Stromerzeugung des Landes: 2024 wurden etwa 31 % des schwedischen Strombedarfs mit Windkraftwerken gedeckt.

## Installierte Leistung und Jahreserzeugung
Laut CIA verfügte Schweden im Jahr 2020 über eine (geschätzte) installierte Leistung von insgesamt 43,499 GW (alle Kraftwerkstypen); der Stromverbrauch lag bei 124,609 Mrd. kWh. Die installierte Leistung der Windkraftanlagen (WKA) stieg von 295 MW im Jahr 2001 auf 12.100 MW im Jahr 2021; die Jahreserzeugung stieg von 11,2 TWh im Jahr 2014 auf 26,6 TWh im Jahr 2021.
| Jahr | Inst. Leistung (MW) | Erzeugung (TWh) |
| ---- | ------------------- | --------------- |
| 2001 | 295                 |                 |
| 2002 | 345                 |                 |
| 2003 | 404                 |                 |
| 2004 | 474                 |                 |
| 2005 | 531                 |                 |

| Jahr | Inst. Leistung (MW) | Erzeugung (TWh) |
| ---- | ------------------- | --------------- |
| 2006 | 595                 |                 |
| 2007 | 831                 |                 |
| 2008 | 1048                |                 |
| 2009 | 1560                |                 |
| 2010 | 2163                |                 |

| Jahr | Inst. Leistung (MW) | Erzeugung (TWh) |
| ---- | ------------------- | --------------- |
| 2011 | 2899                |                 |
| 2012 | 3746                |                 |
| 2013 | 4382                |                 |
| 2014 | 5425                | 11,2            |
| 2015 | 5818                | 16,3            |

| Jahr | Inst. Leistung (MW) | Erzeugung (TWh) |
| ---- | ------------------- | --------------- |
| 2016 | 6434                | 15,48           |
| 2017 | 6611                | 17,61           |
| 2018 | 7300                | 16,62           |
| 2019 | 8681                | 19,85           |
| 2020 | 10.050              | 27,53           |

| Jahr | Inst. Leistung (MW) | Erzeugung (TWh) |
| ---- | ------------------- | --------------- |
| 2021 | 12.100              | 27,11           |
| 2022 | 14.585              | 32,76           |
| 2023 | 16.441              | 34,34           |
| 2024 | 17.200              |                 |

2022 befanden sich 14.393 MW an Land (98,7 %), 192 MW (1,3 %) waren offshore (2019 bis 2024: ebenfalls 192 MW offshore).
Anteil der von Windenkraftwerken gelieferten Energie am Bedarf an elektrischer Energie in Schweden
| Jahr | Anteil | Quelle |
| ---- | ------ | ------ |
| 2010 | 3 %    | [ 12 ] |
| 2018 | 12 %   | [ 13 ] |
| 2019 | 15 %   | [ 14 ] |
| 2020 | 20 %   | [ 10 ] |
| 2021 | 19 %   | [ 11 ] |
| 2022 | 25 %   | [ 8 ]  |
| 2023 | 26 %   | [ 9 ]  |
| 2024 | 31 %   | [ 1 ]  |

## Liste von Windkraftanlagen

### Offshore
Die Liste ist nach Gewässern geordnet. Innerhalb der einzelnen Kategorien sind die Windparks zunächst in betriebene, in Bau befindliche und geplante Windparks gegliedert. Anschließend sind die Windparks nach ihrem (geplanten) Fertigstellungsdatum und danach alphabetisch geordnet. Anlagen, die mit einem * gekennzeichnet sind, befinden sich in unmittelbarer Nähe zur Küste und werden daher auch Near-shore-Anlagen genannt.
| Name                             | Leistung (MW)       | Windkraftanlagentyp (Leistung, Rotordurchmesser)                 | Anzahl WKAs | Koordinaten                  | Status        | Inbetriebnahme (Jahr) | Quellen, Anmerkungen |
| -------------------------------- | ------------------- | ---------------------------------------------------------------- | ----------- | ---------------------------- | ------------- | --------------------- | --- |
| Ostsee mit Öresund und Kattegatt |                     |                                                                  |             |                              |               |                       | |
| Bockstigen *                     | 3,3 (zunächst 2,75) | Vestas V47-660 (660 kW, 47,0 m) (zunächst Wind World 37/550 kW); | 5           | 57° 2′ 10″ N, 18° 9′ 0″ O    | in Betrieb    | 1997/2018             | 2018 Teilrepowering: Ersatz der ursprünglichen Turbinen durch generalüberholte Vestas V47-660 bei Weiternutzung der bestehenden Gründungen, Türme, Verkabelung und Netzanschluss |
| Utgrunden * (Phase 1)            | 10,5                | Enron Wind 1.5 s (1,5 MW, 70,0 m)                                | 7           | 56° 20′ 38″ N, 16° 16′ 48″ O | außer Betrieb | 2000                  | 31. August 2018: Alle Turbinen zurückgebaut |
| Yttre Stengrund *                | 10                  | NEG Micon NM 72/2000 (2,0 MW, 72,0 m)                            | 5           | 56° 10′ 1″ N, 16° 1′ 16″ O   | außer Betrieb | 2001                  | im Januar 2016 zurückgebaut |
| Lillgrund                        | 110                 | Siemens SWT-2.3-93 (2,3 MW, 93,0 m)                              | 48          | 55° 30′ 40″ N, 12° 46′ 44″ O | in Betrieb    | 2007                  | |
| Kårehamn *                       | 48                  | Vestas V112-3.0 (3,0 MW, 112,0 m)                                | 16          | 56° 59′ 2″ N, 17° 1′ 19″ O   | in Betrieb    | 2013                  | [ 19 ] [ 20 ] |
| Kriegers Flak II                 | 640                 |                                                                  | 40-50       | 55° 0′ 0″ N, 12° 54′ 0″ O    | in Planung    | (2027)                | [ 21 ] |
| Aurora                           | 5500                | (> 14 MW, Anlagenhöhe maximal 370 m)                             | bis zu 370  | (südlich Gotland)            | in Planung    | (2030)                | [ 22 ] [ 23 ] |
| Vänern                           |                     |                                                                  |             |                              |               |                       | |
| Vänern *                         | 30                  | WinWinD WWD-3 D100 (3,0 MW, 100,0 m)                             | 10          | 59° 15′ 43″ N, 13° 23′ 13″ O | in Betrieb    | 2010                  | |